# Joonas
Joonas und Joona sind finnische Formen des männlichen Vornamens Jonas.
Bedeutung: der Hübsche/der Schöne

## Bekannte Namensträger

### Form Joonas
- Joonas Donskoi (* 1992), finnischer Eishockeyspieler
- Joonas Ikonen (1987–2024), finnischer Skispringer
- Joonas Järvinen (* 1989), finnischer Eishockeyspieler
- Joonas Kokkonen (1921–1996), finnischer Komponist
- Joonas Kolkka (* 1974), finnischer Fußballspieler
- Joonas Kylmäkorpi (* 1980), finnischer Langbahn- und Speedwayfahrer
- Joonas Myyrä (1892–1955), finnischer Speerwerfer
- Joonas Nättinen (* 1991), finnischer Eishockeyspieler
- Joonas Rask (* 1990), finnischer Eishockeyspieler
- Joonas Tamm (* 1992), estnischer Fußballspieler
- Joonas Vihko (* 1981), finnischer Eishockeyspieler

### Form Joona
- Joona Toivio (* 1988), finnischer Fußballspieler